# 유곡초등학교 송산분교
유곡초등학교 송산분교는 경상남도 의령군 유곡면 청정로 1682 (송산리)에 있었던 분교이다.

## 연혁
- 1934년 4월 1일 유곡공립보통학교 부설 신촌간이학교
- 1935년 4월 23일 유곡공립보통학교 부설 송산간이학교(개명)
- 1943년 8월 1일 송산공립국민학교 승격
- 1981년 3월 21일 병설유치원 개원
- 1994년 3월 1일 유곡국민학교 송산분교 격하
- 1997년 3월 1일 본교로 통합